# Schoeller-Bleckmann Stahlwerke
Die Schoeller-Bleckmann Stahlwerke waren ein österreichisches Montanunternehmen. Es entstand 1924 durch die Fusion der beiden Unternehmen Schoeller Stahlwerke und Bleckmann Stahlwerke. Später kam es zu einer Aufspaltung in verschiedene, stark spezialisierte Unternehmen in getrennter Eigentümerschaft.

## Gründung

### Schoeller Stahlwerke
Die Schoeller Stahlwerke wurden 1862 in Ternitz durch Alexander Ritter von Schoeller (1805–1886) gegründet, der bereits früher mit Alfred Krupp (1812–1887) die Berndorfer Metallwarenfabrik gegründet hatte. Sie übernahmen die Ternitzer Eisenwerke Reichenbach, die 1855/56 aus der Theresienhütte am Ternitz des aus Gumpendorf stammenden Stahlwarenfabrikant Franz Müller sen. (Firma Martin Müller und Sohn), der sie 1847, nach Eröffnung der Wien-Gloggnitzer Eisenbahn 1842, gegründet hatte.
Im Jahr 1868 wandelte Alexander von Schoeller mit der Beteiligung von Hermann Krupp (1814–1879) das Unternehmen in die Ternitzer Walzwerk- und Stahlfabrikations-Actien-Gesellschaft um. Erst 1883 werden die Anteile des inzwischen verstorbenen Hermann Krupp von seinem Sohn Arthur Krupp (1856–1938) zurückgekauft. Nach Alexanders Tod legte sein Nachfolger und Neffe Gustav Adolph von Schoeller (1826–1889) aus wirtschaftlichen Gründen die Filialen in Hirschwang und Edlach an der Rax mit dem Ternitzer Werk zusammen. Nach dem Tod von Gustav erwarb dessen Vetter und Universalerbe Sir Paul Eduard von Schoeller (1853–1920) nach Rückzug seines Bruders Philipp Wilhelm von Schoeller (1845–1916) aus dem Unternehmen die Kruppschen Anteile und wurde Alleinbesitzer. Er führte grundlegende Modernisierungsmaßnahmen durch und die hier produzierten Stahlsorten konnten sich auf dem Weltmarkt durchsetzen. Unter seiner Leitung erreichte das Werk die größte wirtschaftliche Ausdehnung. Nach ihm übernahm sein Vetter Richard Schoeller (1871–1950) das Unternehmen.

### Bleckmann Stahlwerke
Die Bleckmann Stahlwerke gehen zurück auf das Mürzzuschlager Hammerwerk Phönix, welches Johann H. A. Bleckmann 1862 vom Fürsten Sulkowsky erwarb. Die Eisenhämmer in Mürzzuschlag gehen auf das Hochmittelalter zurück, im Jahr 1360 bekam Mürzzuschlag von Herzog Rudolf das Eisenrecht für „alleinige Produktion von Kleineisen“ zwischen Leoben und dem Semmering zugesprochen.
Bleckmann baute sie zwischen 1863 und 1874 zu dem integrierten Hüttenwerk Bleckmann Stahlwerke AG aus. Später kamen im Ortsteil Hönigsberg der Neuhammer und die Sagmühl dazu, beide wurden zu Walzwerken umgebaut. Zu dieser Zeit waren rund 600 Arbeiter beschäftigt, diese Zahl stieg während des Ersten Weltkrieges auf fast 3000 Leute samt den Kriegsgefangenen an. Das Unternehmen produzierte mit modernen Tiegelgussstahlöfen ab 1864 und den ersten Siemens-Martin-Öfen (seit 1874) Klingen- und Werkzeugstahl. Der Ingenieur Max Mauermann entwickelte 1912 rostbeständigen Stahl. Darauf basierte der Weltruf von Phönix Stahl. Bleckmanns Söhne Eugen und Walter übernahmen nach dessen Tod das Unternehmen.

## Fusionen und Firmenstruktur ab 1924
Richard Schoeller vereinigte 1924 die Bleckmann Stahlwerke AG mit den Stahlwerken Schoeller AG zur Schoeller-Bleckmann Stahlwerke AG und übernahm die Gesamtleitung. Die Aktienmehrheit des Unternehmens befand sich fortan jedoch im Besitz der Anglo-Austrian Bank. Im Jahre 1933 übertrug Schoeller die Führung der Gesellschaft an seinen Neffen Philipp Alois Schoeller (1892–1977), „der sich‚ seit 1936 dem Nationalsozialismus auf Gedeih und Verderb verschrieben hatte‘, wie es in der Studie über ‚Österreichs Banken im Nationalsozialismus‘ (Verlag C. H. Beck) heißt“.
In der Folge entwickelte sich Schoeller-Bleckmann zu einem bedeutenden Unternehmen der österreichischen Rüstungsindustrie für den Zweiten Weltkrieg. Schoeller war schon im österreichischen Ständestaat vor 1938 illegales Parteimitglied der NSDAP, hatte vor 1938 bis 1945 hohe Funktionen als Interessensvertreter der Industrie inne. So war er zwischen 1938 und 1945 Präsident der Handelskammer in Wien und wurde von Hitler mit dem Titel Wehrwirtschaftsführer ausgezeichnet. Während des Zweiten Weltkriegs wurden im Werk in Ternitz auch Zwangsarbeiter eingesetzt. Im Jahr 1944 waren rund ein Drittel der insgesamt 6133 Beschäftigten ausländische Kriegsgefangene.
Die Schoeller-Bleckmann Stahlwerke AG wurden nach dem Krieg bis auf einen kleinen Restbereich umfangreich demontiert, der schließlich im Jahre 1946 verstaatlicht wurde. Anschließend kam es in den Nachkriegsjahren zu einem neuerlichen wirtschaftlichen Aufschwung. Ende 2021 veröffentlichte der Jurist und Nachfahre der früheren Eigentümer, Martin Bleckmann, das über 800 Seiten starke Werk Verstaatlichung und Entschädigung in Österreich: Lex Bleckmann.

### Schoeller-Bleckmann bei der VOEST 1975
1975 wurden die österreichischen Edelstahlerzeuger zur staatlichen Vereinigten Edelstahlwerke AG (VEW) als 100%ige Tochter der VÖEST-Alpine AG zusammengeschlossen.

## Nachfolgeunternehmen nach 1988
Schon in den frühen 1960er-Jahren wurde das Unternehmen in mehrere Bereiche unterteilt: Anlagenbau, Stahlrohrproduktion und Ölfelderzeugnisse. 1988 kam es wieder zur Aufspaltung der VEW und der anschließenden Privatisierung. Schoeller-Bleckmann wurde 1990 in den Konzern der Austrian Industries AG eingegliedert, und – als diese ebenfalls bald wieder hinfällig wurde – direkt der Österreichischen Industrieholding AG (ÖIAG). In den Jahren 1993 bis 1995 wurden die operativen Einheiten getrennt verkauft.

### Böhler Bleche
Durch die Aufspaltung und den Kauf der schwedischen Uddeholm-Gruppe durch die VOEST kamen die ehemaligen Schoeller-Bleckmann Stahlwerke zur Unternehmensgruppe Böhler-Uddeholm AG, und firmieren heute als Böhler Bleche GmbH & Co KG in Mürzzuschlag. 2007 wurde die Firma mit ihrer Mutter Böhler-Uddeholm wieder in die voestalpine integriert.

### Schoeller Bleckmann Medizintechnik (SBM)
Im Jahr 1972 erwarb Schoeller Bleckmann das Unternehmen Technomedica, dessen Besitzer und Gründer, Dr. Kalasek, der Erfinder des Dampf/Luftgemischverfahrens war. Damit begann man mit der Produktion von Großraumsterilisatoren in Ternitz. Die SBM Schoeller Bleckmann Medizintechnik Ges.m.b.H. in der heutigen Form wurde 1990 als eine Tochter der Münchener Medizin Mechanik gegründet. Im Jahr 2001 übernahm Pharmatec die Mehrheit von SBM. Im Juli 2007 wurde SBM durch die Robert Bosch GmbH übernommen.

### Schoeller-Bleckmann Edelstahlrohr (SBER)

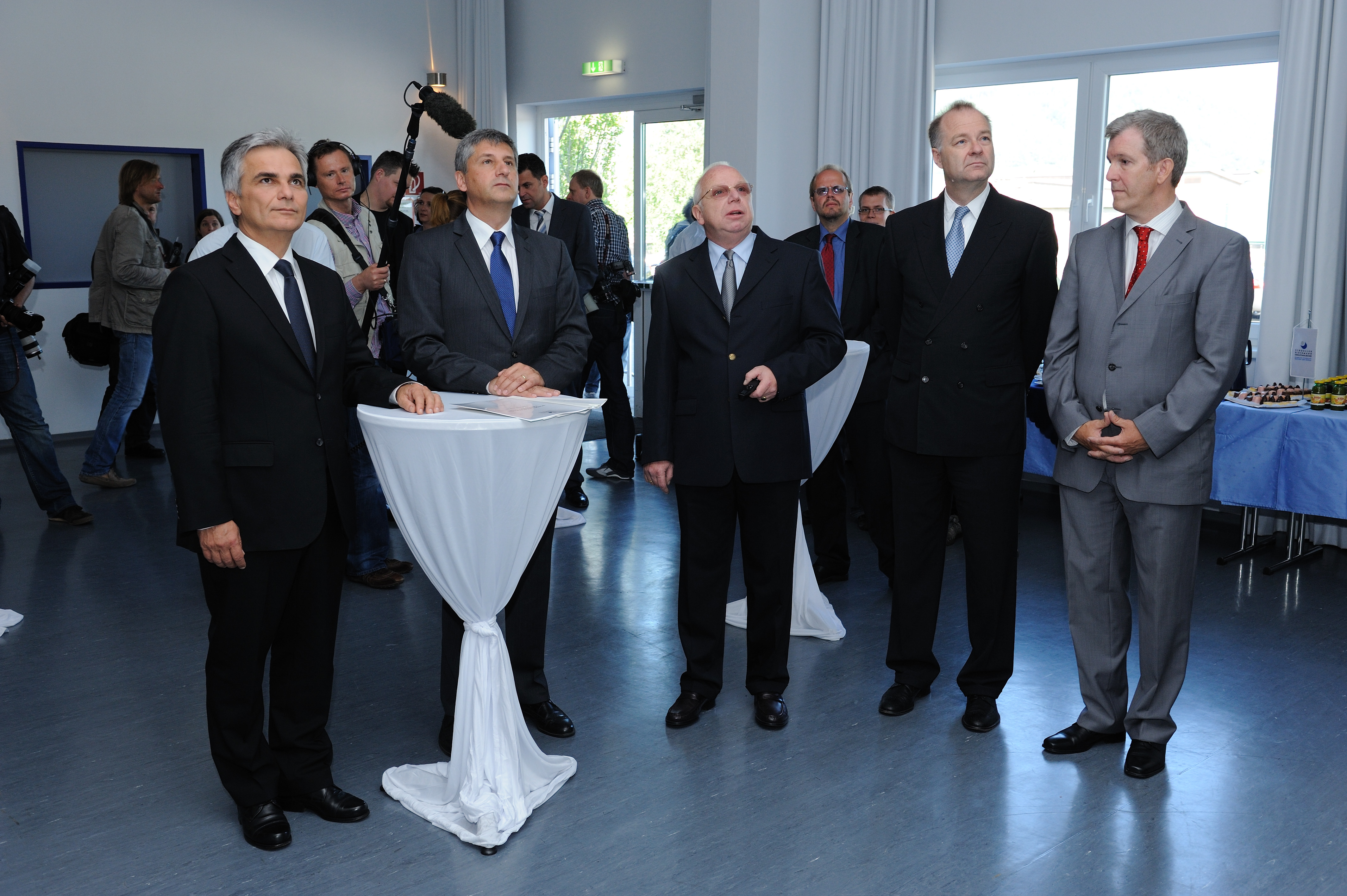
Bundeskanzler Werner Faymann und Vizekanzler Michael Spindelegger bei Betriebsbesichtigung der Schoeller-Bleckmann Edelstahlrohr mit den Geschäftsführern Erich Hertner, Paul Degenfeld-Schonburg und Juan Antonio Garcia (2011)

1991 kam es zur rechtlichen Verselbstständigung der Division Nahtlose Edelstahlrohre in die Schoeller-Bleckmann Edelstahlrohr GmbH mit Sitz in Ternitz, 1995 erfolgte die Privatisierung durch ein Management-Buy-out von vier Managern.  Seit 1999 gehört SBER zu 100 Prozent zur spanischen Tubacex. Mit Generalversammlungsbeschluss vom 19. Juli 1999 wurde die Schoeller-Bleckmann Edelstahlrohr GmbH in eine Aktiengesellschaft umfirmiert, mit der Hauptversammlung vom 20. November 2006 erfolgte eine Umfirmierung der AG zurück in eine GmbH.

### Schoeller-Bleckmann Oilfield (SBO)
Weiterhin wurde 1995 die Schoeller-Bleckmann Oilfield Equipment AG für Richtbohrtechnologie nach Erdöl und Erdgas, die ebenfalls in Ternitz sitzt, von der Berndorf AG übernommen und 1997 an die Börse gebracht, an der sie unter Schoeller-Bleckmann AG firmiert.

### Schoeller Bleckmann Nooter / Nitec (SBN)
Ab 1935 produziert Schoeller-Bleckmann Apparate und Prozessbehälter für Chemie, Petrochemie (Raffinerien) und Biochemie sowie die Nahrungsmittel- und die Getränkeindustrie sowie die Pharmazeutische Industrie. 1986 erfolgte die Konzentration der Apparatefertigung in Ternitz. 1996 wurde der Apparatebau von der Nooter Corporation, St. Louis, USA, übernommen und firmierte unter dem Namen Schoeller-Bleckmann Nooter. Am 30. April 2008 wurde die SBN von der Christof Group mit Hauptsitz in Graz übernommen und firmiert seitdem unter Schoeller-Bleckmann Nitec GmbH.

### Schoeller Bleckmann Technisches Service (SBT)
Die Schoeller Bleckmann Technisches Service GmbH & Co KG ist 1993 aus dem Bereich Versorgung und Instandhaltung des Stahlwerkes Ternitz (Schoeller-Bleckmann AG) entstanden. Die Dienstleistungen werden auch anderen Unternehmen vornehmlich im Raum Ternitz angeboten. War die SBT ursprünglich ein gemeinsames Tochterunternehmen von Schoeller-Bleckmann Edelstahlrohr (SBER) und Schoeller-Bleckmann Oilfield (SBO) so befindet sich die SBT seit dem Jahr 2000 (laut Firmenbuch) bzw. 1999 (laut Unternehmenswebsite) zu 100 Prozent im Besitz der Schoeller Bleckmann Edelstahlrohr GmbH.